# Alternativa Republicana
Alternativa Republicana (Alter) es un partido político español, de ideología republicana, creado a partir de la fusión de Acción Republicana Democrática Española (ARDE) y un sector de Izquierda Republicana (IR) contrario a su integración en Izquierda Unida. Su congreso fundacional tuvo lugar en Vallecas (Madrid) los días 25 y 26 de mayo de 2013.

## Ideología
En sus estatutos, Alter se define ideológicamente como partido de izquierdas, socialista democrático, republicano, laico, feminista, federalista y ecologista. Asimismo, en el Documento Político de su Congreso Fundacional se defiende el iberismo.

## Presencia territorial
Tiene federaciones territoriales en Madrid, Cataluña (Partit Republicà d'Esquerra), País Vasco, Comunidad Valenciana, Andalucía, Aragón y Castilla y León.
Además, se han constituido Agrupaciones Provinciales en Málaga, Salamanca y Sevilla.
Tiene dos concejales: Pedro Gómez Sender, en Segorbe (Castellón) y Gabriel Salguero Lafuente, procedente del PRE-IR, en Montgat (Barcelona).

## Historia
Alternativa Republicana se implicó estrechamente en la movilización Jaque al Rey que tuvo lugar el 28 de septiembre de 2013. 
En septiembre de 2014 tuvo lugar el I Congreso Federal Ordinario de Alternativa Republicana en Segorbe, resultando elegido Rafael Luna como secretario general.
El 5 de abril de 2014, el Comité Federal de Alter ratificó la candidatura del partido a las elecciones europeas de 25 de mayo de 2014, encabezada por Alfonso Vázquez Vaamonde. El Boletín Oficial del Estado de 29 de abril de 2014 publica el acuerdo de proclamación de candidaturas a las elecciones europeas del 25 de mayo de 2014, incluyendo la candidatura de Alternativa Republicana.
En las elecciones municipales de 2015, Alter ha estado implicada en diversas fórmulas de confluencia municipal como Segorbe Participa, Málaga para la Gente, Udalberri, Irabazi, Zaragoza en Común, Canarias Decide y Ganemos Salamanca.
El II Congreso Ordinario de Alternativa Republicana tuvo lugar en Sevilla los días 23 y 24 de septiembre de 2017. En él resultó elegido como secretario general el malagueño Antonio Francisco Fernández Lima.
Ha concurrido en solitario en las Elecciones al Parlamento Europeo celebradas el 26 de mayo de 2019 obteniendo 11.076 votos con una candidatura encabezada por el sociólogo Pedro Alberto García Bilbao.
El III Congreso Federal tuvo lugar en octubre de 2021 en Málaga. En él resultó elegido como secretario general Fernando Fernández Rodríguez. En ese congreso, se aprobó una resolución a favor de la prohibición de los vientres de alquiler y de la abolición de la prostitución, y en contra de la teoría queer y de las leyes que contemplen la autodeterminación de género. Además, se aprobó una resolución sobre la crisis medioambiental y sus consecuencias sociales donde se adopta el ecosocialismo. Finalmente, se aprobó una actualización del documento político junto con diversas resoluciones sobre estrategia, memoria histórica, familias monoparentales, la causa de la RASD en Sáhara Occidental y Afganistán.
A nivel de representación solo han conseguido cuando han ido integrados en Unidas Podemos o equivalente según elección. En solitario, los resultados han sido testimoniales y siempre por debajo del 1 %.
El partido no ha presentado candidatura a las Elecciones al Parlamento Europeo celebradas el 9 de junio de 2024 al no obtener los avales necesarios de cargos públicos.

## Resultados electorales

### Elecciones europeas
| Elecciones al Parlamento Europeo | Elecciones al Parlamento Europeo | Elecciones al Parlamento Europeo | Elecciones al Parlamento Europeo | Elecciones al Parlamento Europeo |
| Año                              | Candidatura                      | Cabeza de lista                  | Votos                            | %                                |
| -------------------------------- | -------------------------------- | -------------------------------- | -------------------------------- | -------------------------------- |
| 2019                             | Alternativa Republicana (Alter)  | Pedro García Bilbao (Alter)      | 11076                            | 0,05                             |

### Elecciones autonómicas

#### Castilla y León
| Elecciones a las Cortes de Castilla y León | Elecciones a las Cortes de Castilla y León                    | Elecciones a las Cortes de Castilla y León | Elecciones a las Cortes de Castilla y León | Elecciones a las Cortes de Castilla y León |
| Año                                        | Candidatura                                                   | Cabeza de lista                            | Votos                                      | %                                          |
| ------------------------------------------ | ------------------------------------------------------------- | ------------------------------------------ | ------------------------------------------ | ------------------------------------------ |
| 2019                                       | Castilla y León en Marcha (IU-Alter-PCAS/TC-Anticapitalistas) | José Sarrión (IU)                          | 31580                                      | 2,29                                       |

#### Andalucía
| Elecciones al Parlamento de Andalucía | Elecciones al Parlamento de Andalucía                       | Elecciones al Parlamento de Andalucía | Elecciones al Parlamento de Andalucía | Elecciones al Parlamento de Andalucía |
| Año                                   | Candidatura                                                 | Cabeza de lista                       | Votos                                 | %                                     |
| ------------------------------------- | ----------------------------------------------------------- | ------------------------------------- | ------------------------------------- | ------------------------------------- |
| 2019                                  | Alternativa Republicana (Alter)                             | Sebastián Terrada (Alter)             | 2019                                  | 0,06                                  |
| 2022                                  | Coalición Republicana Socialista por Andalucía (Alter-PSLF) | Fernando Fernández (Alter)            | 2465                                  | 0,07                                  |

### Elecciones municipales
| Euskadi | Euskadi                 | Euskadi | Euskadi | Euskadi    |
| Año     | Candidatura             | Votos   | %       | Concejales |
| ------- | ----------------------- | ------- | ------- | ---------- |
| 2015    | Irabazi (IU-Alter-Equo) | 37150   | 3,42    | 27/2628    |